# Ammophila philomela
Ammophila philomela es una especie de avispa del género Ammophila, familia Sphecidae.

## Taxonomía
Fue descrito por primera vez en 1903 por Nurse.